# Амери (певица)
Амери (англ. Amerie Mi Marie Rogers; род. 12 января 1980 года) — американская соул-певица, автор-исполнитель, актриса, модель. Имеет множество номинаций и несколько музыкальных наград.

## Биография
Родилась 12 января 1980 года. Мать, Ми Сук, южно-корейского происхождения, а отец, Чарльз Роджерс, — афроамериканец. Через несколько месяцев после её рождения семья Роджерс переехала в Южную Корею, где Амери жила три года. Её отец был старшим прапорщиком в армии США, поэтому семья жила во множестве разных мест, включая Аляску, Техас, Вирджинию и Германию. У неё есть младшая сестра, Анджела, которая сейчас является её адвокатом.

## Дискография
Дискография Амери включает, в том числе, следующие релизы:
Студийные альбомы
- All I Have (2002)
- Touch (2005)
- Because I Love It (2007)
- In Love & War (2009)

Мини-альбомы
- 4AM Mulholland (2018)
- After 4AM (2018)

Синглы
- «1 Thing» (2005)
- «I Don’t Care» (2005)
- «Take Control» (2006)
- «Gotta Work» (2007)
- другие

## Фильмография
См. также «Amerie Filmography» в английском разделе.
| Год  | Название    | Роль              | Ссылка |
| ---- | ----------- | ----------------- | ------ |
| 2003 | The Center  | Herself / Hostess |        |
| 2004 | Первая дочь | Миа Томпсон       |        |

## Награды и номинации
| Год  | Награда                        | Работа                              | Категория                                          | Результат |
| ---- | ------------------------------ | ----------------------------------- | -------------------------------------------------- | --------- |
| 2003 | NAACP Image Awards             | Herself                             | NAACP Image Award for Outstanding New Artist       | Номинация |
| 2003 | BET Awards                     | Herself                             | Best Female R&B Artist                             | Номинация |
| 2003 | Billboard Music Awards         | Herself                             | Best New R&B/Hip Hop Artist                        | Номинация |
| 2003 | Billboard Music Awards         | Herself                             | Best Female R&B Hip Hop Artist                     | Номинация |
| 2003 | Soul Train Music Awards        | Herself                             | Best R&B/Soul or Rap New Artist                    | Победа    |
| 2003 | Soul Train Music Awards        | All I Have                          | Best R&B/Soul Album — Female                       | Номинация |
| 2003 | Soul Train Music Awards        | «Why Don't We Fall in Love»         | Best R&B Soul Single — Female                      | Номинация |
| 2004 | Black Reel Awards              | «Paradise» (LL Cool J feat. Amerie) | Black Reel Award for Best Original or Adapted Song | Номинация |
| 2005 | MTV Video Music Awards         | «1 Thing»                           | Best Female Video                                  | Номинация |
| 2005 | MTV Video Music Awards         | «1 Thing»                           | Best Choreography                                  | Номинация |
| 2005 | Billboard Music Awards         | «1 Thing»                           | Top Soundtrack Single                              | Номинация |
| 2005 | Teen Choice Awards             | Herself                             | Choice Female Breakout Artist                      | Номинация |
| 2005 | Teen Choice Awards             | «1 Thing»                           | Choice R&B/Hip-Hop Track                           | Номинация |
| 2005 | BET Awards                     | «1 Thing»                           | Video of the Year                                  | Номинация |
| 2005 | BET Awards                     | Herself                             | Best Female R&B Artist                             | Номинация |
| 2005 | Soul Train Lady of Soul Awards | Herself                             | Aretha Franklin Award for Entertainer of the Year  | Победа    |
| 2005 | Music Television Awards        | Herself                             | Best New Act                                       | Номинация |
| 2005 | MOBO Awards                    | « 1 Thing»                          | Best Single                                        | Номинация |
| 2005 | Vibe Awards                    | « 1 Thing»                          | Club Banger of the Year                            | Победа    |
| 2006 | Grammy Awards                  | Touch                               | Best Contemporary R&B Album                        | Номинация |
| 2006 | Grammy Awards                  | «1 Thing»                           | Best R&B Female Vocal Performance                  | Номинация |
| 2006 | People's Choice Awards         | «1 Thing»                           | Favorite Song From a Movie                         | Номинация |
| 2006 | MTV Video Music Awards Japan   | «1 Thing»                           | Best Video from a Film                             | Номинация |
| 2007 | MOBO Awards                    | «Take Control»                      | Best Song                                          | Номинация |
| 2007 | Virgin Media Music Awards      | Herself                             | Most Fanciable Female                              | Номинация |
| 2009 | Rober Awards Music Poll        | Herself                             | Best R&B/Soul                                      | Номинация |